# Завкибеков, Икбал
Икбал Завкибеков (тадж. Иқбол Завқибеков; род. 12 марта 1960, Сталинабад) — таджикский музыкант, композитор, мульти-инструменталист и кинодокументалист. Сын Гурминджа Завкибекова.

## Биография
Икбал Завкибеков родился 12 марта 1960 года в городе Сталинабад. Икбал Завкибеков изучал восточную музыку и устную традицию в Институте изобразительных искусств Турсунзаде. Он играет на многих традиционных инструментах Центральной Азии, таких как рубаб или сетар. В 1980-х он был частью традиционных оркестров, в том числе Государственной филармонии. Он также является участником группы «Шамс», являющейся ее гитаристом.
Он также работал в кино с 1979 года. Он написал музыку к нескольким фильмам и является одним из главных исполнителей музыки к фильму «Лунный папа». Он также снимал документальные фильмы о музыке.
Член Союза кинематографистов Таджикистана с 2004 года.